# Rudolf Mildner
Rudolf Mildner, född 10 juli 1902 i Johannesthal, Provinsen Schlesien, död efter 1960, var en tysk promoverad jurist och Gestapo-chef. Under andra världskriget innehade han flera höga poster inom Gestapo; han var bland annat chef för Gestapo i Kattowitz. Mellan september 1943 och januari 1944 var Mildner befälhavare för Sicherheitspolizei (Sipo) och Sicherheitsdienst (SD) i det av Tyskland ockuperade Danmark.

## Biografi
Som 14-åring inträdde Mildner i Kaiserliche und königliche Kriegsmarine (Österrikisk-ungerska marinen) som krigsfrivillig och tjänstgjorde i första världskriget. Efter kriget gick han med i Freikorps Sudetenland, en av många frikårer som bildades av hemvändande tyska soldater. Han utbildade sig till polis i Salzburg och blev 1931 medlem i Nationalsocialistiska tyska arbetarepartiet (NSDAP). Vid Innsbrucks universitet studerade Mildner statsvetenskap och rättsvetenskap och promoverades till juris doktor 1934.
År 1935 blev Mildner medlem i SS och fick anställning vid Gestapo i München. Efter Anschluss, Tysklands annektering av Österrike i mars 1938, utsågs han till ställföreträdande Gestapo-chef i Linz. Året därpå, 1939, blev han Gestapo-chef i Salzburg, innan han i december kom att bekläda samma post i Chemnitz. I mars 1941 efterträdde Mildner Emanuel Schäfer som Gestapo-chef i Kattowitz och blev även chef för polisdomstolen där. Mildner lät regelbundet föra fångar till Auschwitz, där de internerades eller avrättades. Därtill besökte han Auschwitz vid ett flertal tillfällen. Enligt Unterscharführer Pery Broad var Mildner ”en av de mest blodtörstiga slaktarna”.

## Befordringshistorik
- Untersturmführer: 30 januari 1936
- Obersturmführer: 9 november 1936
- Hauptsturmführer: 20 april 1937
- Sturmbannführer: 30 januari 1938
- Obersturmbannführer: 20 april 1942
- Standartenführer: 7 september 1943